# Panasówka (Polska)
Panasówka – wieś w Polsce położona w województwie lubelskim, w powiecie biłgorajskim, w gminie Tereszpol. Według Narodowego Spisu Powszechnego (III 2011 r.) liczyła 259 mieszkańców i była piątą co do wielkości miejscowością gminy Tereszpol.
W latach 1975–1998 miejscowość administracyjnie należała do województwa zamojskiego. W pewnym okresie stanowiła formalnie część wsi Tereszpol-Zaorenda, z której wyłączono ją 21 grudnia 1998 roku.
Wierni Kościoła rzymskokatolickiego należą do parafii Matki Bożej Częstochowskiej w Tereszpolu.
We wschodniej części wsi znajduje się wzgórze Polak.

## Historia
W dniu 3 września 1863 Panasówka była miejscem bitwy stoczonej przez oddziały powstańców styczniowych pod dowództwem Marcina Lelewela-Borelowskiego z wojskami rosyjskimi, zakończonej zwycięsko dla Polaków. Na wzgórzu Polak znajduje się pomnik pamięci powstańców.